# Том ван Верт
Том ван Верт (нід. Tom van Weert, нар. 7 червня 1990, Сінт-Мікієлсгестель) — нідерландський футболіст, нападник грецького клубу АЕК.
Виступав, зокрема, за клуби «Ден Босх» та «Ольборг».

## Ігрова кар'єра
У дорослому футболі дебютував 2008 року виступами за команду «Ден Босх», у якій провів шість сезонів, взявши участь у 97 матчах чемпіонату. У складі «Ден Босха» був одним з головних бомбардирів команди, маючи середню результативність на рівні 0,4 гола за гру першості.
Згодом з 2014 по 2018 рік грав у складі команд «Ексельсіор» (Роттердам) та «Гронінген».
Своєю грою за останню команду привернув увагу представників тренерського штабу клубу «Ольборг», до складу якого приєднався 2018 року. Відіграв за команду з Ольборга наступні три сезони своєї ігрової кар'єри. Більшість часу, проведеного у складі «Ольборга», був основним гравцем атакувальної ланки команди. В новому клубі був серед найкращих голеодорів, відзначаючись забитим голом в середньому щонайменше у кожній третій грі чемпіонату.
Протягом 2021—2022 років захищав кольори клубу «Волос».
До складу клубу АЕК приєднався 2022 року. Станом на 27 січня 2023 року відіграв за афінський клуб 7 матчів в національному чемпіонаті.

## Титули і досягнення

### Командні
- Чемпіон Греції (1):

АЕК: 2022-23
- Володар кубка Греції (1):

АЕК: 2022-23

### Особисті
- Найкращий бомбардир Чемпіонату Греції (1):

«Волос»: 2021-22